# Sieviešu futbola līga
Die Sieviešu futbola līga wurde 2003 gegründet und ist die höchste Spielklasse des Frauenfußballs in Lettland. Der Sieger des Wettbewerbes qualifiziert sich für die UEFA Women’s Champions League. Rekordmeister ist der SFK Rīga mit zehn Titeln.

## Meister
- 2004: Ceriba-46.vsk.
- 2005: Saldus FK Lutrini
- 2006: Ceriba-46.vsk.
- 2007: Saldus FK Lutrini
- 2008: FC Skonto/Ceriba Riga
- 2009: FC Skonto/Ceriba Riga
- 2010: FK Liepājas Metalurgs
- 2011: FC Skonto/Ceriba Riga
- 2012: FK Liepājas Metalurgs
- 2013: Rīgas FS
- 2014: Rīgas FS
- 2015: Rīgas FS
- 2016: Rīgas FS
- 2017: Rīgas FS
- 2018: Rīgas FS
- 2019: FK Dinamo Riga
- 2020: Rīgas FS
- 2021: Rīgas FS
- 2022: SFK Rīga
- 2023: SFK Rīga
- 2024: Riga FC

## Anzahl der Titel
| Titel | Verein                | Letzter Titel |
| ----- | --------------------- | ------------- |
| 10×   | Rīgas FS / SFK Rīga   | 2023          |
| 03×   | FC Skonto/Ceriba Riga | 2011          |
| 02×   | FK Liepājas Metalurgs | 2012          |
| 02×   | Saldus FK Lutrini     | 2007          |
| 02×   | Ceriba-46.vsk.        | 2006          |
| 01×   | FK Dinamo Riga        | 2019          |
| 01×   | Riga FC               | 2024          |

- Zur Saison 2022 nannte sich die Frauenabteilung des Verein Rīgas FS in SFK (Sieviešu Futbola Klubs) Rīga um.